# Диксон, Робби
Роберт (Робби) Диксон (англ. Robert 'Robbie' Dixon, род. 4 января 1985 года, Норт-Ванкувер (город), Британская Колумбия, Канада) — канадский горнолыжник, участник Олимпийских игр 2010 года в Ванкувере. Специализировался в скоростных дисциплинах.

## Спортивная карьера
В январе 2008 года Робби Диксон стал шестым в супергиганте на этапе Кубка мира в Кицбюэле. Этот финиш был особенно примечательным тем, что Диксон не входил в тридцатку лучших до этого момента. Впоследствии Дискон неоднократно финишировал в первой пятёрке на этапах кубка как в скоростном спуске, так и в супергиганте и был близок к своему первому подиуму. В декабре 2011 года в Бивер-Крик он финишировал в пяти сотых от третьего места. Всего за карьеру в 2008—2011 годах Диксон 11 раз попадал в 10-ку лучших на этапах Кубка мира (5 раз в скоростном спуске и 6 раз в супергиганте).
Из-за падения в декабре 2010 года был вынужден пропустить чемпионат мира в 2011 году. В ноябре 2012 года перед началом сезона он упал на трассе скоростного спуска в Коппер-Маунтин в Колорадо после чего пропустил весь сезон.
На Олимпийских играх Робби Диксон единственный раз выступил в 2010 году, где стартовал в скоростном спуске, гигантском слаломе и супергиганте.
В Кубке мира последний раз выступал в январе 2014 года. Завершил карьеру в 2016 году.